# Viola Wächter
Viola Wächter (7 de febrero de 1987) es una deportista alemana que compitió en judo. En los Juegos Europeos de Bakú 2015 consiguió una medalla de plata en la prueba por equipo.

## Palmarés internacional
| Juegos Europeos | Juegos Europeos   | Juegos Europeos  | Juegos Europeos |
| Año             | Lugar             | Medalla          | Categoría       |
| --------------- | ----------------- | ---------------- | --------------- |
| 2015            | Bakú (Azerbaiyán) | Medalla de plata | Equipo          |